# Charles Hedger
Charles Hedger (n. 18 septembrie 1980) este un chitarist englez, fostul chitarist al formației engleze de metal extrem, Cradle of Filth. În prezent, el cântă cu formația norvegiană de black metal Mayhem, sub numele de Ghul.

## Tinerețe
Hedger a arătat un interes muzical de la o vârstă fragedă. La vârsta de 13 ani, fratele său i-a dat o copie a unei casete de la o bandă locală pe care unii dintre prietenii săi o purtau, banda demo a fost numită "The Principle of Evil Made Flesh", dintr-o lansare a trupei britanice de heavy metal, Cradle of Filth. După ce a învățat să cânte la chitară, la 19 ani, Hedger a decis să-și ia chitara în serios și s-a mutat la Londra, unde a fost acceptat la Institutul de Chitară din Londra pentru a studia un curs de muzică "Music Popular Performance BMus". A absolvit în anul 2004.
În anul următor fratele său a murit, iar Hedger a devenit puternic influențat să-și continue cariera de chitară în onoarea fratelui său. Apoi și-a început propria trupă, End of Invention, în care a interpretat chitara și vocalele. De asemenea, a început să predea lecții de chitară la Institutul Colchester și a studiat orchestrarea și compoziția.

## Cradle of Filth
În anul 2005, Hedger a fost rugat să completeze chitara bas în locul lui Dave Pybus, care a fost în concediu din turneul Cradle of Filth din 2005. La revenirea lui Pybus, Hedger a cântat la chitară împreună cu Paul Allender.
Pe lângă Cradle of Filth, Hedger are propria sa trupă, Imperial Vengeance, cântă la chitară cu Mayhem, compune și pentru televiziune și film și a scris articole de școlarizare pentru revista "Terrorizer".

## Discografie

### CuCradle of Filth
Albume de studio
- Thornography (2006)
- Godspeed on the Devil's Thunder (2008)

### Cu Imperial Vengeance
EP-uri
- Death: August and Royal (2008)

Albume de studio
- At The Going Down of The Sun (2009)
- Black Heart of Empire (2011)

### CuMayhem
Albume de studio
- Esoteric Warfare (2014)

Albume live
- Live in Zeitz (2016)
- De Mysteriis Dom Sathanas Alive (2016)